# ماري ستيفان
ماري ستيفان (بالفرنسية: Marie Stephan)‏ هي لاعبة الاسكواش فرنسية، ولدت في 13 مارس 1996 في فرنسا.

## وصلات خارجية
- ماري ستيفان على موقع الاتحاد الدولي لمحترفي الاسكواش (مؤرشف) (الإنجليزية)
- ماري ستيفان على موقع SquashInfo.com (الإنجليزية)